# Municipio de Alaquines
El municipio de Alaquines es uno de los 59 municipios del estado mexicano de San Luis Potosí, su cabecera es la localidad de Alaquines. 
Tiene su fiesta patronal en mayo. Este municipio es de gran semejanza a un pueblo ya que el lugar donde se ubica es una gran depresión geográfica en  la  superficie, similar a un cráter. El lugar es de gran atracción turística, pero de difícil acceso. Su clima es semi-estépico y semi-desértico, aunque muy húmedo en la época de lluvias. Una de sus atracciones es el cristo que existe en la iglesia, el señor del santo entierro. Una figura de tamaño semejante al de un humano.